# Conicera kempi
Conicera kempi är en tvåvingeart som beskrevs av Enrico Adelelmo Brunetti 1924. Conicera kempi ingår i släktet Conicera och familjen puckelflugor.
Artens utbredningsområde är Assam (Indien). Inga underarter finns listade i Catalogue of Life.